# Célestine, bonne à tout faire
Pour plus de détails, voir Fiche technique et Distribution.
Célestine, bonne à tout faire est une comédie érotique française réalisée en 1974 par Jess Franco.

## Synopsis
L'action se passe au début du XXe siècle. Une descente de police fait irruption dans une maison close clandestine de province dans laquelle Célestine (Lina Romay) est pensionnaire. Tout le monde est raflé, mais Célestine parvient à s'échapper. Elle est recueillie par Sébastien, le jardinier (Raymond Hardy) qui couche avec elle, puis par Malou, le valet (Richard Bigotini) qui agit de même. Les deux hommes proposent à la comtesse de la Bringuette de prendre Célestine à son service comme bonne à tout faire. À partir de ce moment-là Célestine couchera avec la quasi-totalité des occupants du château (à l'exception de la prude comtesse). Quant au vieux duc alité (Howard Vernon), il aura droit tous les jours à quelques pages de lecture érotique. Un jour un ancien homme de main de la maison close retrouve la trace de Célestine et la force à l'aider à cambrioler le château et à partir avec lui. Toute la maisonnée du château convaincu de son innocence vint alors lui porter secours. Mais alors qu'elle aurait pu conserver une place choyée au château c'est avec regret qu'elle le quitte… pour d'autres aventures.

## Fiche technique
- Titre : Célestine, bonne à tout faire
- Réalisation : Jess Franco (crédité sous le nom de Clifford Brown)
- Scénario : Nicole Guettard (crédité sous le nom de Nicole Franco)[1]  et Jess Franco
- Photographie : Étienne Rosenfeld
- Montage : Gilbert Kikoïne
- Musique : Paul de Senneville et Olivier Toussaint
- Assistant de réalisation : Richard Bigotini
- Producteur : Robert de Nesle
- Pays de production :  France
- Durée : 93 minutes
- Dates de sortie : 
  - France : 16 octobre 1974

## Distribution
- Lina Romay : Célestine
- Howard Vernon : Le duc
- Olivier Mathot : Le comte de la Bringuette
- Pamela Stanford : Martine, une cousine des "de la Bringuette", logée au château
- Richard Bigotini : Malou, le valet de chambre
- Lynn Monteil (créditée comme Lyne de Monteil) : La comtesse de la Bringuette
- Anna Gladysek (créditée comme Anne Garrec) : Jeannine, une ex collègue de Célestine dans la maison close
- Philippe Guégan : Marc, le fils du comte de la Bringuette
- Raymond Hardy : Sebastien, le jardinier
- Jean-Pierre Granet : Le fils de la comtesse
- Catherine Lafferière : La cuisinière et femme du jardinier
- Monica Swinn : Mademoiselle Ursule, la gouvernante
- Laurent Tenarg : L'employé du bordel
- Jean-Pierre Bouyxou : Un policier en civil
- Jess Franco : Un homme qui dort dans son lit

## Autour du film
Bien que l'héroïne du film porte le même prénom que celle du roman d'Octave Mirbeau, et que l'action se passe à la même époque le rapport avec Le Journal d'une femme de chambre reste très lointain.